# Klaus Kellermann
Klaus Kellermann (* 5. August 1939 in Chemnitz) ist ein ehemaliger deutscher Radrennfahrer, der als Amateur in der DDR in den 60er Jahren bei Etappen- und Eintagesrennen sowie bei Zeitfahren erfolgreich war.

## Sportliche Laufbahn
Nachdem Klaus Kellermann 1955 als Fünfzehnjähriger mit dem Radsport begonnen hatte und 1957 in die Männerklasse gewechselt war, konnte er sich 1958 erstmals in vorderen Rängen platzieren, er wurde Dritter bei Pirna–Altenburg. Den Durchbruch zur Spitze schaffte er bereits 1959, als er Rundstreckenrennen in Radebeul und Dippoldiswalde gewann, 2. in Meißen und 3. in Leipzig werden konnte. Nach seinem ersten Start bei der DDR-Rundfahrt (33. der Gesamtwertung) in der Mannschaft der SG Medizin Dresden erkämpfte er beim Klassiker Rund um Berlin einen achtbaren 2. Platz (noch vor dem späteren Profi-Weltmeister Jan Janssen). Deshalb wurde er 1960 nach Leipzig delegiert, wo er beim Armeesportklub Vorwärts bessere Trainingsbedingungen hatte und somit beachtlichere sportliche Erfolge feiern konnte. So siegte er in Stuttgart bei Rund durch Württemberg, wurde 4. bei Rund um Berlin und schließlich erstmals in der DDR-Nationalmannschaft eingesetzt, wo er 9. im Endresultat der Bulgarien-Rundfahrt werden konnte.
1961 startete er bei den Rundfahrten in Ägypten (3. Platz) und Rumänien (16.), gewann die Harz-Rundfahrt und bei Rund um Leipzig (im Spurt vor Weißleder) und war in Stuttgart abermals in der Spitze, als er Rund um die Solitude als Fünfter beendete. Im Folgejahr gehörte Kellermann dann zum Aufgebot der DDR für das Etappenrennen Internationale Friedensfahrt Berlin–Prag–Warschau. Von den fünf platzierten DDR-Fahrern war er auf Platz 38 mit einem Rückstand von knapp einer Stunde zum Gesamtsieger jedoch der schlechteste, wobei seine beste Etappenplatzierung ein 8. Platz in Leipzig war. Ein zweiter Platz bei einem Rennen in Bitterfeld blieb 1962 der einzige Lichtblick, nachdem er bei der DDR-Rundfahrt abermals über einen mittelmäßigen 32. Rang in der Gesamtwertung nicht hinausgekommen war.
Dass Kellermann auch im Bahnradsport erfolgreich sein konnte, bewies er bei den DDR-Bahnradmeisterschaften 1963. Mit seinem Partner Sander gewann er im Zweier-Mannschaftsfahren die Bronzemedaille. Als starker Einzelzeitfahrer trat er im selben Jahr mit einem 5. Platz beim 57-km-Einzelzeitfahren der DDR-Rundfahrt in Erscheinung, die er als Zehntbester abschloss. Bei der Ungarn-Rundfahrt wieder im Trikot der DDR-Nationalmannschaft gewann er zwei Etappen, wurde Gesamtsiebenter und fuhr bei Rund um Berlin erneut als Vierter über den Zielstrich. Knapp geschlagen geben musste sich Kellermann dem späteren schwedischen Mannschaftsweltmeister Gösta Pettersson beim Großen Sportecho-Preis, während er den Großen Preis vom Osterzgebirge für sich entscheiden konnte.
Ab 1963 gehörte er der ersten Vierermannschaft des Leipziger Armeesportklub Vorwärts an, die bei den DDR-Meisterschaften im 100-km-Mannschaftszeitfahren 1963 den 6., 1964 und 1966 den 2., sowie 1965 den 1. Platz und den Meistertitel erkämpfte. 1964 gewann Kellermann Rund um die Hainleite und im Rahmen der Woche des Internationalen Radsports der DDR das Rennen Altenburg–Dresden. Bei Etappenrennen hingegen tauchte er nur noch zweimal im Gesamtklassement der DDR-Rundfahrten 1965 (20.) und 1966 (33.) auf. 1964 verbuchte er mit seinem Team noch einen Etappensieg auf der 2. Etappe der Tunesien-Rundfahrt, die er als 41. im Gesamtklassement beendete. Obwohl er noch Zehnter der DDR-Straßenmeisterschaft und Dritter im Rennen Rund um die Hainleite 1966 wurde, beendete er seine sportliche Laufbahn im Alter von nur 27 Jahren und verblieb als Sportinstrukteur in den Reihen der Nationalen Volksarmee.